# Вооружённые силы Гаити
Вооружённые силы Гаити (фр. Forces Armées d'Haïti) были расформированы в 1994 году в результате военного вторжения США (операция «Поддержка демократии») и последовавшей оккупации страны.
В дальнейшем, на острове был размещён миротворческий контингент войск ООН, а для выполнения полицейских функций была создана Национальная полиция. В 2017—2018 гг. началось восстановление регулярных вооружённых сил.

## История
Вооружённые отряды были созданы в ходе Гаитянской революции и последовавшей войны за независимость от Франции (1791—1803).
В 1807—1821 гг. гаитянская армия и вооружённые формирования участвовали во «внутренней войне» между Республикой Гаити и Государством Гаити.
В течение XIX века армия выполняла полицейские функции и принимала участие в нескольких военных переворотах.
В 1843 году майор Ш. Эрар поднял восстание против диктатуры Ж.-П. Буайе, в результате войны в 1844 году на восточной части острова была образована Доминиканская Республика.
В 1855 году имело место ещё одно вооружённое столкновение между Гаити и Доминиканской республикой.
По состоянию на 1890 год вооружённые силы включали в себя армию из 7 тысяч солдат и флот из 4 кораблей.

### XX век

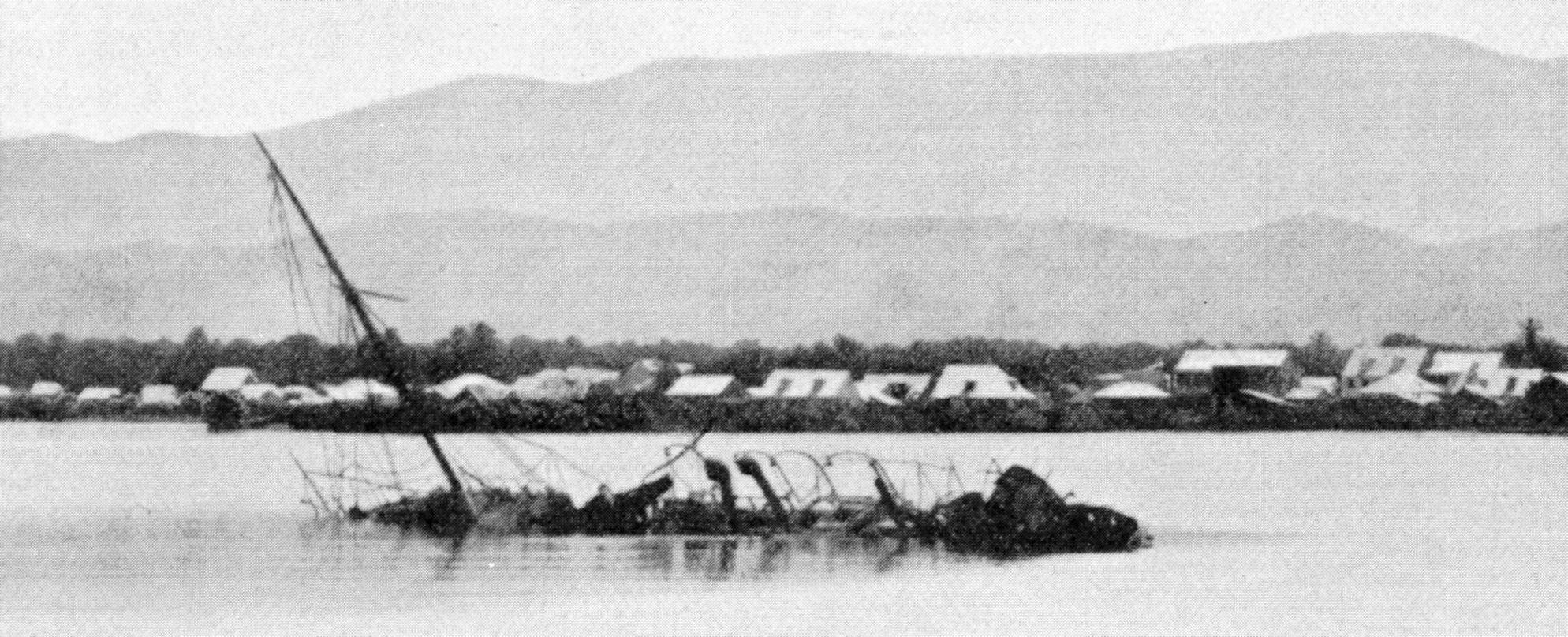
затонувшая канонерка Crete-à-Pierrot (6 сентября 1902)

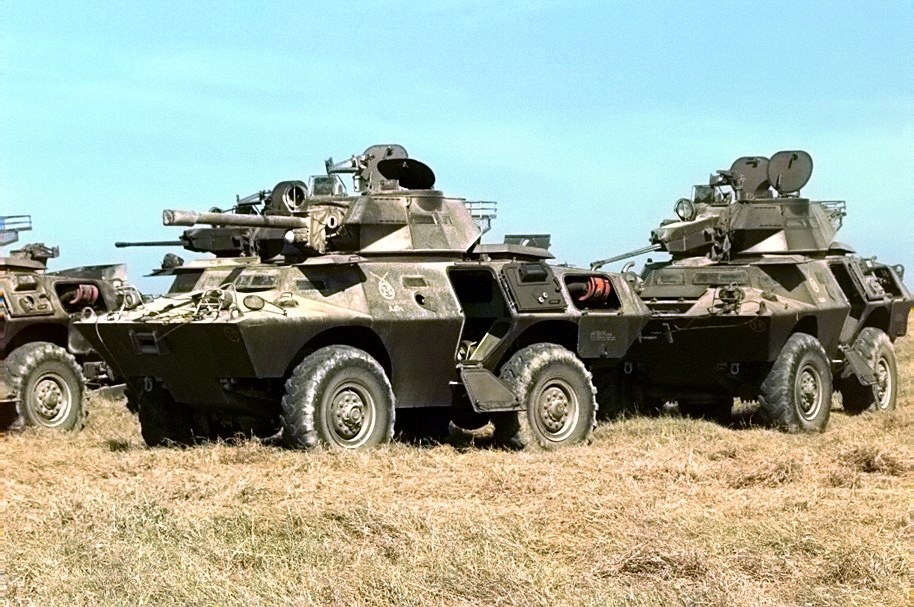
бронемашины V-150 гаитянской армии, захваченные США 24 сентября 1994 года

2 сентября 1902 года гаитянская 950-тонная канонерка «Crête-à-Pierrot» (экипаж которой участвовал в восстании против правительства Гаити) задержала в порту Кап-Аитьен и обыскала в поисках контрабанды пароход «Markomannia» немецкой компании HAPAG. После обыска пароход был отпущен, но правительство Германии оценило происшедшее как пиратство и направило к побережью Гаити находившуюся в Карибском море канонерку «Panther». 6 сентября 1902 года в заливе Гонав немецкая канонерка обстреляла «Crête-à-Pierrot», которая загорелась и была затоплена экипажем.
В 1911 году вооружённые силы включали в себя гвардию (650 человек), армию (6 полков пехоты, 4 артиллерийские батареи и 48 жандармских рот общей численностью 6178 человек) и флот из 5 кораблей старой постройки.
После начала первой мировой войны правительство Гаити 7 августа 1914 года объявило о своём нейтралитете. В связи с осложнением внутриполитической обстановки на острове, в январе 1915 года с прибывших к побережью Гаити боевых кораблей высадились подразделения морской пехоты США, Великобритании, Франции и Германии, взявшие под охрану дипломатические представительства своих держав.
В феврале 1915 года в результате военного переворота к власти в стране пришёл генерал Ж. В. Г. Сан. В это время армия Гаити представляла собой плохо обученные и недисциплинированные подразделения, на вооружении которых находилось стрелковое оружие различных систем (большая часть которого находилась в скверном техническом состоянии).
15 июля 1915 года с находившихся у берегов Гаити боевых кораблей в Порт-о-Пренсе высадились небольшие подразделения морских пехотинцев США и Франции. 28 июля 1915 года США оккупировали Гаити силами морской пехоты «с целью обеспечения независимости страны», существовавшая ранее правительственная армия была распущена.
17 октября 1915 года подразделение морской пехоты США с боем захватило форт Ривиер (Fort Rivière), который заняла группировка "Cacos", после окончания боя бывшая французская каменная крепость XVIII века была взорвана тонной динамита.  
В период с 1916 до начала 1918 года под контролем США на острове была создана жандармерия (Gendarmerie d’Haïti), командующим которой был назначен майор морской пехоты США С. Батлер.
12 июля 1918 года правительство Гаити объявило войну Центральным державам, однако непосредственного участия в первой мировой войне страна не принимала.
В 1921 году в составе жандармерии насчитывалось 138 офицеров (122 из которых были американцами) и 2533 рядовых (все они являлись гаитянцами).
В 1928 году жандармерия была переформирована и получила новое наименование (Garde d’Haïti). В этом же году в связи с ухудшением обстановки на острове в условиях начавшегося экономического кризиса было объявлено чрезвычайное положение. Во время Великой депрессии жандармерия неоднократно использовалась для борьбы с забастовками.
В сентябре 1932 года правительство Гаити и США подписали соглашение о постепенном замещении занимавших командные посты в жандармерии военнослужащих США на гаитянцев и 7 августа 1933 года президент США Ф. Д. Рузвельт подписал распоряжение о полной замене американцев на командных постах жандармерии на гаитянцев в период до 1 октября 1934 года.
Американская оккупация острова продолжалась до августа 1934 года.
В октябре 1937 года имел место пограничный конфликт между Республикой Гаити и Доминиканской республикой, в боевых действиях участвовали армейские подразделения.
В конце 1930-х годов была создана береговая охрана.
В декабре 1941 года, вслед за США, Гаити объявила войну Германии, но непосредственного участия в боевых действиях не принимала. При этом, в ходе Второй Мировой войны США оказали Гаити военную помощь.
В 1943 году были созданы военно-воздушные силы Гаити.
В 1948 году общая численность вооружённых сил Гаити составляла 5 тыс. человек, на вооружении имелось 15 самолётов и шесть кораблей береговой охраны. Вооружённые силы состояли из сухопутной армии, воздушного и морского флотов. Президент республики являлся главнокомандующим. Основным предназначением вооружённых сил республики были береговая оборона и полицейская служба внутри страны.  
В 1948-1950 гг. из США было получено 9 лёгких танков M5 «стюарт».
В январе 1955 года президент Гаити генерал П. Э. Маглуар подписал военное соглашение с США, вслед за этим правительство Гаити объявило, что станет придерживаться антикоммунистического курса.
После установления в 1957 году стране диктатуры Ф. Дювалье, 29-30 июля 1958 года группа офицеров предприняла попытку военного переворота, но в течение двух дней выступление было подавлено. Немедленно после подавления выступления, Дювалье объявил о создании подразделения дворцовой охраны (подчинявшейся лично президенту и не входившей в состав вооружённых сил), приказал оборудовать арсенал в подвалах президентского дворца и начал создание военизированных формирований «тонтон-макутов».
Одновременно Дювалье произвел основательную чистку офицерского состава армии - в отставку были отправлены один генерал и 17 полковников гаитянской армии, главнокомандующим стал произведённый в генералы полковник П. Мерсерон, а на освободившиеся места были назначены люди, преданные лично Дювалье.
18 мая 1958 года на Гаити прибыла группа офицеров морской пехоты США во главе с генерал-майором Дж. Риcли, 22 августа 1958 было опубликовано американо-гаитянское коммюнике, сообщавшее, что отношения между двумя странами никогда не были столь хорошими и что в дальнейшем они будут укрепляться. Вслед за этим на Гаити прибыла миссия морской пехоты США под командованием майора Дж. Брекенриджа, а Дювалье стал получать из США оружие.
24 декабря 1958 года было подписано соглашение о приглашении на Гаити военной миссии США.
В январе 1959 года на остров прибыла постоянная военно-морская миссия США во главе с полковником Р. Д. Хейнлом, в результате численность военной миссии США на Гаити была увеличена до 51 военнослужащих (40 морских пехотинцев и 11 военнослужащих военно-морских сил и береговой охраны).
Во время Карибского кризиса 1962 года Гаити предоставила порты и аэродромы в распоряжение США, а также разрешила США построить на острове полигоны для запуска управляемых реактивных снарядов. После этого США утвердили решение о увеличении финансовой помощи Гаити по программе «Союз ради прогресса» до 10,65 млн. долларов, а президент США Дж. Ф. Кеннеди послал Дювалье дружественное послание и попросил поддержки у гаитянской армии и тонтон-макутов, которых он назвал "добровольцами национальной безопасности для защиты свободного мира".
По состоянию на начало 1963 года, численность вооружённых сил Гаити составляла 6 тыс. человек, ещё 12 тыс. человек насчитывалось в составе личной милиции Дювалье.
В 1963 году за пределами острова был создан Объединённый демократический фронт Национального освобождения Гаити, вооружённые сторонники которого в июне — июле 1964 года высадились в Дам-Мари, Морнез-ла-Селле и Масаи и начали партизанские действия против сил Дювалье. К концу 1965 года отряды были разгромлены, а их участники и члены их семей, не успевшие бежать в Доминиканскую республику - в основном уничтожены. Также, в 1965 году Дювалье подписал соглашение с США, в соответствии с которым в Моль-Сен-Никола было разрешено строительство военной базы США, а Дювалье получил из США военную помощь, которая позволила ему увеличить к концу 1965 года численность вооружённых сил и военизированных формирований Гаити до 20 тысяч человек.
В августе 1967 г. опасаясь военного переворота, Дювалье провёл ещё одну чистку армии, в ходе которой погибло 200 военных и гражданских лиц, а ещё 108 приближенных Дювалье укрылись в различных иностранных посольствах.
По состоянию на 1969 год, общая численность вооружённых сил Гаити составляла 5,7 тыс. человек, кроме того, имелись вооружённые формирования, не входившие в состав вооружённых сил:
- сухопутные войска — 5 тыс. военнослужащих, 9 лёгких танков M5 Stuart и несколько орудий полевой артиллерии[1];
- военно-воздушные силы — 250 человек, 25 боевых и 15 транспортных и иных самолётов[1];
- военно-морские силы — 250 человек, 6 сторожевых катеров[1];
- президентская гвардия — 260 человек[1]
- полицейские формирования («тонтон-макуты») — около 20 тыс. человек[1].

В августе 1971 года было создано подразделение внутренней охраны «леопарды».
В 1973-1974 гг. из США было поставлено шесть бронемашин V-150.
В 1974 году Гаити закупила в США около 500 шт. автоматических винтовок M16A1.
В 1975-1976 гг. общая численность вооружённых сил Гаити составляла 6,5 тыс. человек; кроме того, имелись вооружённые формирования, не входившие в состав вооружённых сил:
- сухопутные войска — 6 тыс. военнослужащих (3 батальона и 10 отдельных пехотных рот)[2];
- военно-воздушные силы — 200 чел., несколько штурмовиков и до 20 транспортных самолётов и вертолётов[2];
- военно-морские силы — 300 чел., несколько сторожевых катеров[2];
- специальный батальон внутренней охраны «Леопарды» — 570 чел.[2]
- президентская гвардия — 260 чел.[2]
- полицейские формирования («тонтон-макуты») — около 20 тыс. чел[2]

В июне 1980 года было подписано соглашение с США о возможном вводе на Гаити иностранных войск.
По состоянию на 1983 год, общая численность вооружённых сил Гаити составляла 7,55 тыс. человек (7 тыс. - в составе подразделений сухопутных войск, 250 - в военно-воздушных силах и 300 - в военно-морских силах); кроме того, имелись полицейские и вооружённые формирования, не входившие в состав вооружённых сил.
В феврале 1986 года в результате протестных выступлений, которые поддержали военнослужащие, прекратила существование диктатура Ж.-К. Дювалье, к власти пришло временное правительство. Деятельность тонтон-макутов была запрещена, в армии были произведены кадровые перестановки. Прошли судебные процессы, на которых были осуждены не успевшие покинуть страну сторонники Дювалье, принимавшие участие в репрессиях и политических убийствах.
В апреле 1989 года имела место попытка военного переворота, которая была быстро подавлена, после чего правительство отдало приказ о расформировании мятежных батальонов.
17 сентября 1988 года, отстранив предшественника, к власти в стране пришёл генерал М. Проспер Авриль. В начале апреля 1989 года командиры двух подразделений гаитянской армии предприняли две новые попытки военного переворота, которые оказались неуспешными.
В 1991 году президент Жан-Бертран Аристид начал реформирование армии — он отправил в отставку шесть из восьми генералов и пригласил военных специалистов из Швейцарии для подготовки полиции в качестве силы, независимой от армии, что стало одной из причин военного переворота. 30 сентября 1991 года он был смещён, бежал в Венесуэлу, затем в США. Военные расходы Гаити в течение 1991 года составили 2% ВНП Гаити.
К концу 1992 года общая численность вооружённых сил Гаити составляла 7,4 тыс. человек (7 тыс. в армии, 150 человек в ВВС и 250 человек в ВМС).
13 октября 1993 года, после того, как правительство Гаити отказалось допустить на остров сотрудников ООН, Совет Безопасности ООН принял резолюцию № 873, которая установила запрет на поставки оружия на Гаити.
Непосредственно перед вторжением США, армия Гаити включала в себя штаб и 32 роты (31 пехотную роту и одну роту тяжёлого оружия), на вооружении имелось 11 бронетранспортёров, 9 орудий полевой артиллерии, 20 противотанковых орудий, 16 зенитных орудий, 40 миномётов и стрелковое оружие.
В 1994 году в результате военного вторжения США и последовавшей оккупации страны были расформированы ранее существовавшие вооружённые силы и полиция (6 тыс. солдат и 1,5 тыс. полицейских), вместо них началось формирование национальной полиции численностью 4500 чел.. На острове был размещён миротворческий контингент войск ООН.
В начале июня 1995 года была закончена подготовка первых 375 полицейских.
В феврале 1996 года генерал John J. Sheehan сообщил, что США израсходовали около 35 млн. долларов на обучение и оснащение полиции Гаити.
В марте 1996 года численность полиции Гаити составляла 5200 человек; кроме того, на острове находился миротворческий контингент ООН (6 тыс. военнослужащих и 900 полицейских). На вооружение полиции Гаити передали часть из 33 тыс. единиц огнестрельного оружия, изъятого в период после 1994 года у военнослужащих расформированной гаитянской армии, военизированных формирований и населения острова, остальное изъятое оружие было выведено из строя и расплавлено.
После завершения миротворческой операции ООН на Гаити 1 августа 1997 года и вывода миротворческого контингента ООН, в столице Гаити осталась и продолжала деятельность полицейская миссия ООН (MIPONUH) - по состоянию на 1 августа 1999 года, численность миссии составляла 146 полицейских.
1 декабря 1997 года миротворческий контингент ООН передал функции по поддержанию порядка национальной полиции и покинул страну. В этот момент численность полиции составляла 6 тыс. человек, но подготовка личного состава являлась недостаточной. При этом, военный контингент США остался на острове после завершения миссии ООН.
По состоянию на начало 1998 года, общая численность полиции Гаити составляла около 4 тыс. человек, мобилизационные ресурсы составляли 1,3 млн. человек (в том числе 716,2 тыс. годных к военной службе).
В 1997 году военные расходы Гаити составляли 46 млн. долларов США, в 1998 году - 49 млн. долларов США (1,4% ВВП страны), в 1999 году - 50 млн. долларов США (1,6% ВВП), в 2000 году - 48 млн. долларов США (1,5% ВВП).

### XXI век
В 1999-2002 финансовые годы США ежегодно предоставляли Гаити кредиты по программе "Foreign Military Financing". Всего за указанный период по программе FMF для Гаити было выделено 1,648 млн. долларов (в том числе в 1999 финансовом году - 300 тыс. долларов США, в 2000 финансовом году - 300 тыс. долларов США, в 2001 финансовом году - 448 тыс. долларов США и в 2002 году - 600 тыс. долларов США).
По состоянию на начало 2000 года, общая численность полиции Гаити составляла около 4 тыс. человек.
По состоянию на начало 2001 года, общая численность полиции Гаити составляла около 5,3 тыс. человек; кроме того, на рубеже 2000-2001 гг. началось создание береговой охраны.
14 декабря 2001 года группа вооружённых лиц предприняла попытку захватить президентский дворец, в последовавшей перестрелке 4 человека были убиты и ещё шесть - ранены. Один из нападавших был захвачен в плен, им оказался бывший военнослужащий гаитянской армии.
В 2002-2003 годы и до начала 2004 года численность полиции составляла 5,3 тыс. человек, численность береговой охраны - ещё 30 человек; при этом, мобилизационный потенциал Гаити составлял 1,5 млн. чел. (в том числе, 835,6 тыс. годных к военной службе).
В 2004-2005 годы в стране сохранялась нестабильная политическая обстановка.
6 марта 2004 года морские пехотинцы США взяли под охрану полицейские участки в столице Гаити. 10 марта 2004 командующий войсками США на Гаити отдал приказ военнослужащим США оказывать помощь полиции Гаити в поддержании общественного порядка и разоружении гражданских лиц. 6 апреля 2004 подполковник корпуса морской пехоты США Dave Lapan сообщил, что конфискованное оружие передают на вооружение полиции Гаити.
В сентябре 2004 года начались вооружённые столкновения в столице, 6 октября 2004 Национальная полиция Гаити и военнослужащие ООН провели в столице первую совместную операцию против сторонников экс-президента Ж.-Б. Аристида, в ходе которой использовались вертолёты и бронетехника войск ООН. В дальнейшем, было принято решение увеличить контингент войск ООН на Гаити. В конце октября 2004 на Гаити прибыл дополнительный военный контингент ООН из 70 военнослужащих Гватемалы. 14 декабря 2004 Национальная полиция Гаити и военнослужащие ООН провели ещё одну совместную операцию против сторонников экс-президента Ж.-Б. Аристида. В целом, только за период с декабря 2004 до начала июля 2005 было убито свыше 700 человек.
В июне 2005 года Совет Безопасности ООН объявил о новой миротворческой операции по поддержанию стабильности на Гаити (The UN Stabilization Mission in Haiti, MINUSTAH). С 1 февраля 2007 года численность военно-полицейского контингента ООН на Гаити была увеличена до 9 тыс..
В 2005-2008 годы численность полиции составляла около 2 тыс. человек, численность береговой охраны - 30 человек.
Осенью 2006 года США частично отменили введённое в 1993 году эмбарго на продажу оружия и амуниции Гаити (продажа для Национальной полиции была разрешена, продажа негосударственным организациям и физическим лицам по-прежнему осталась запрещённой).
В 2009 году численность миротворческого контингента ООН на Гаити составляла 7 тыс. военнослужащих и 2,2 тыс. полицейских, не считая гражданского персонала.
В начале 2010 года миротворческий контингент ООН на Гаити насчитывал 7031 военнослужащих, 2034 полицейских, 488 человек гражданского иностранного персонала и 1212 человек местного гражданского персонала, а также 214 добровольцев ООН. После сильного землетрясения в январе 2010 года, обстановка на острове осложнилась. ООН разрешила увеличить численность полицейского контингента на 1,5 тыс. сотрудников полиции. Кроме того, на Гаити были направлены дополнительные военные контингенты.
По состоянию на начало 2011 года, численность национальной полиции составляла 2 тыс. человек, береговой охраны — 30 человек, мобилизационный потенциал Гаити составлял 1,7 млн человек. В том же 2011 году миротворческий контингент ООН на Гаити насчитывал почти 9 тыс. военнослужащих из 19 стран мира, свыше 4 тыс. полицейских из 41 страны мира, а также дипломатических представителей, технический и гражданский персонал. В июле 2011 года в связи с осложнением обстановки на Гаити 1200 военнослужащих из контингента ООН были направлены на помощь силам полиции в Порт-о-Пренс, они обеспечивали охрану общественного порядка в столице страны.
В 2012 году правительства Гаити и Бразилии заключили соглашение о создании инженерно-сапёрной службы, в соответствии с которым Бразилия отправила на Гаити военную миссию, а также начала подготовку личного состава для инженерно-сапёрного подразделения Гаити в военно-учебных заведениях Бразилии.
В начале 2013 года 41 рекрут был направлен для обучения в Эквадор, где они проходили обучение под руководством военнослужащих инженерных войск эквадорской армии в течение восьми месяцев. В сентябре 2013 рекруты вернулись на Гаити. Таким образом, в распоряжении правительства Гаити появилось военизированное инженерное подразделение общей численностью 41 сотрудник (1 офицер, 30 солдат и 10 инженеров), личный состав которого имеет право на ношение огнестрельного оружия.
В апреле 2013 года 24 полицейских были направлены на обучение в полицейский департамент Майами-Дейд (штат Флорида, США).
В 2017 году было объявлено о восстановлении вооружённых сил. Предполагалось набрать 500 военнослужащих для охраны границ и ликвидации последствий стихийных бедствий.
21 октября 2022 года Совет Безопасности ООН принял резолюцию № 2653 о запрете поставок оружия на Гаити (в связи с нестабильной политической обстановкой и ростом вооружённой преступности на острове).
Личный состав вооружённых формирований Гаити принимает участие в миротворческих операциях ООН (потери Гаити во всех семи миротворческих операциях с участием страны составили 38 человек погибшими, из которых 4 погибли в Африке, 1 - в Восточном Тиморе и 33 - при исполнении обязанностей в качестве персонала миротворческой операции ООН на Гаити).

## Современное состояние

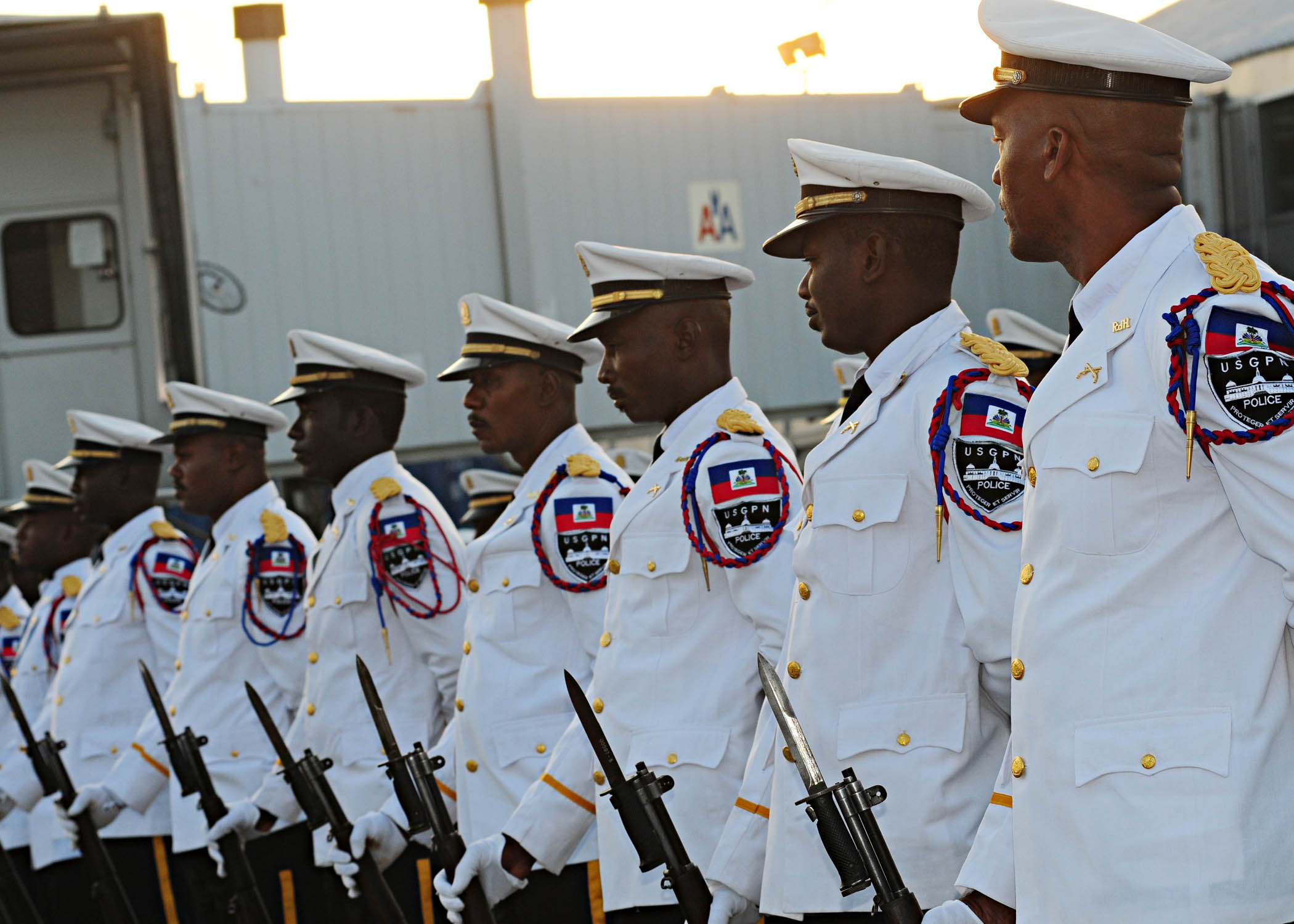
Почётный караул Национальной полиции Гаити в аэропорту Порт-о-Пренса, февраль 2010 года

В настоящее время в составе правительственных военизированных формирований имеется:
- Национальная полиция Гаити (Police Nationale d’Haïti)
- береговая охрана (Commissariat des Gardes-Côtes)

По состоянию на начало 2022 года, численность вооружённых сил составляла 500 человек (пехотный батальон, инженерные и медицинские подразделения, а также 50 человек в составе береговой охраны).

### Национальная полиция Гаити
На это подразделение возложена задача обеспечения правопорядка и безопасности на Гаити.
Полиция Гаити вооружена стрелковым оружием, на вооружении состоят:
- пистолеты M1911
- пистолеты-пулемёты UZI[71]
- автоматы Galil[71], HK G3[71], R4, M16, T65
- пулемёты M1918, M1919[71], M60[71], FN MAG[71]
- гранатомёты M79[71]

В составе полиции создано подразделение специального назначения по типу американского SWAT (Groupe d’Intervention de la Police Nationale d’Haiti).